# رژیم‌شناس

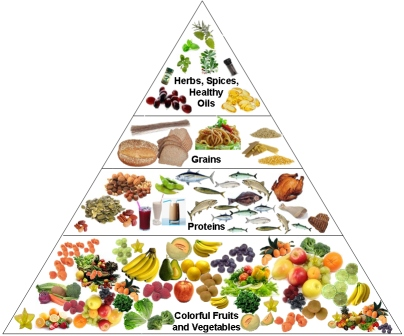
هرم غذایی.

تدوین برنامهٔ غذایی برای افراد بیمار یا سالم بر پایهٔ اصول علم تغذیه را رژیم‌شناسی (به انگلیسی: dietetics) می‌گویند. کسی که بر پایهٔ اصول علم تغذیه برای افراد و گروه‌ها برنامهٔ غذایی تدوین کند رژیم‌شناس (به انگلیسی: dietitian) نامیده می‌شود.
رژیم‌شناس‌ها پرهیزهای غذایی را تجویز می‌کنند تا وضعیت تندرستی افراد را بهبود بخشد. علاوه بر این رژیم‌شناسان از رفتارهای رایج افراد در ارتباط با تغذیه نیز  آگاهند  و توصیه‌های لازم را در این زمینه به مراجعان می‌کنند.